# Lerista humphriesi
Lerista humphriesi — вид сцинкоподібних ящірок родини сцинкових (Scincidae). Ендемік Австралії.

## Поширення і екологія
Lerista humphriesi мешкають на західному узбережжі Західної Австралії, від затоки Шарк до річки Мерчисон. Вони живуть на прибережних піщаних рівнинах, порослих акацієвими заростями, під пнями та в піску під шаром опалого листя.